# Wentworth Woodhouse
Wentworth Woodhouse er et listed building country house af første grad i landsbyen Wentworth, i Metropolitan Borough of Rotherham i South Yorkshire, England. Det ejes af Wentworth Woodhouse Preservation Trust. Bygningen har over 300 værelser, sevom det præcise antal er lidt uklart, og et rumareal på 23.000 m2 hvoraf 11.580 m2 er til beboelse). Hele bygningen dækket et areal på 1 ha, og den er omgivet af en park på 73 ha., mens ejendmo på sammenlagt 6.100 ha..
Det oprindeligt jakobitterhus blev genopført af Thomas Watson-Wentworth, 1. markis af Rockingham (1693–1750), og blev udvidet kraftigt af hans søn, den anden markis, der var premierminister to gange og som etablerede Wentworth Woodhouse som et centrum for Whig-partiets indflydelse. I 1700-tallet blev ejendommet arvet af Fitzwilliam-jarlerne, der ejede det fremtil 1979, hvor det overgik de 8. og 10. jarlers efterkommer. På dette tidspunkt steg ejendommens værdi kraftigt, da der blev fundet od udvidet kul.